# シャングリ・ラ・コロンボ
シャングリ・ラ・コロンボ（英語: Shangri-La Colombo）は、スリランカのコロンボにある5つ星ホテル。シャングリ・ラ・ホテルズ&リゾーツが所有する。同地での大規模開発プロジェクト「ワン・ゴール・フェイス」の一環として建設された。セイロン島においてはシャングリ・ラ・ハンバントタ・ゴルフ・リゾート&スパに次ぐ2番目のシャングリ・ラ・ホテルズ所有ホテルであり、全世界においては同チェーン101軒目のホテルとなった。シャングリ・ラ・コロンボは2017年11月11日に開業。500室の客室と、最大2,000名を収容できる大会議場を備えている。

## 2019年のテロ事件
シャングリ・ラ・コロンボは2019年に発生したスリランカ連続爆破テロ事件において、キングスベリー・ホテルやシナモン・グランド・ホテルとともに攻撃の標的となった。この事件により、テレビタレントしても活躍するセレブシェフのシャンタ・マヤドゥンネおよび彼女の娘も、このホテル内で殺害された。スリランカのクリケット選手ハスィタ・ボヤゴダは爆弾テロ発生当時にホテルで朝食をとっていたが、軽傷のみで脱出した。